# Bactropaltis
Bactropaltis là một chi bướm đêm thuộc họ Gelechiidae.